# جيريمي بوجا
جيريمي بوجا (بالفرنسية: Jérémie Boga)‏ هو لاعب إيفواري يحمل أيضا الجنسية الفرنسية من مواليد 3 يناير 1997 يلعب حاليا مع نادي ساسولو.

## مسيرته
نشأء في نادي تشيلسي وتم تصعيده في 2015 واعارته إلى رديف نادي رين ولعب معه مباراة واحدة وسجل فيها هدف لذا تم تصعيده للنادي الأول ولعب معه 27 مباراة سجل فيها هدفين ثم انتهت اعارته وعاد لتشيلسي في 2016 ليتم اعارته مجددا لنادي غرناطة ولعب معه 26 مباراة سجل فيها هدفين ثم عاد في 2017 لتشيلسي ليعار مجددا لنادي برمنغهام سيتي ولعب معه 31 مباراة سجل فيها مبارتين وعاد سنة 2018 ثم انتقل بشكل نهائي لنادي ساسولو الإيطالي.

## مسيرته الدولية
لعب مع منتخبي منتخب فرنسا تحت 16 سنة وتحت 19 سنة وتم استعائه لمنتخب ساحل العاج لأول مرة وشارك في مباراة ضد غينيا فازت فيها ساحل العاج 4-0.

### أهدافه الدولية
| # | التاريخ        | المكان                                  | الخصم    | الهدف | النتيجة | المسابقة               |
| - | -------------- | --------------------------------------- | -------- | ----- | ------- | ---------------------- |
| 1 | 8 أوكتوبر 2021 | ملعب أورلاندو، جوهانسبورغ، جنوب إفريقيا | مالاوي   | 3–0   | 3–0     | تصفيات كأس العالم 2022 |
| 2 | 6 يناير 2024   | ملعب سان بيدرو، سان بيدرو، ساحل العاج   | سيراليون | 4–0   | 5–1     | ودية                   |

## روابط خارجية
- جيريمي بوجا على موقع الاتحاد الأوربي (الإنجليزية)
- جيريمي بوجا على موقع قاعدة بيانات كرة القدم.إي يو (الإنجليزية)
- جيريمي بوجا على موقع ليكيب (الفرنسية)
- جيريمي بوجا على موقع ناشيونال فوتبول تيمز (الإنجليزية)
- جيريمي بوجا على موقع Soccerbase.com (لاعب) (الإنجليزية)
- جيريمي بوجا على موقع Soccerway.com (الإنجليزية)
- جيريمي بوجا على موقع عالم كرة القدم.نت (الإنجليزية)
- جيريمي بوجا على موقع AS.com (الإسبانية)